# Shane Boris
Shane Boris (Littleton, 1981) è un produttore cinematografico e sceneggiatore statunitense, vincitore del Premio Oscar al miglior documentario.

## Biografia
Shane Boris è nato e cresciuto a Littleton, in Colorado. Ha frequentato la Colorado Academy, l'Oberlin College e la Jawaharlal Nehru University di Nuova Delhi. Il suo primo documentario da produttore è stato You're Looking at Me Like I Live Here and I Don't. Nel 2013, Fuck For Forest è stato presentato al South by Southwest e ha vinto il premio come miglior documentario al Festival internazionale del cinema di Varsavia. Nel 2020, è stato candidato al Premio Oscar al miglior documentario per Democrazia al limite. Nel 2023, ha vinto l'Oscar per il documentario Navalny di Daniel Roher.

## Filmografia

### Produttore

#### Cinema
- Walden: Life in the Woods, regia di Alex Harvey (2017)
- Vita da randagi (Stray), regia di Elizabeth Lo (2020)

#### Televisione
- Independent Lens - serie TV, episodio 13x16 (2004)

#### Cortometraggi
- Elementary Cool, regia di Scott Kirschenbaum (2009)
- Break, regia di Adam Chanzit (2016)
- The Last Cruise, regia di Hannah Olson (2021)

#### Documentari
- You're Looking at Me Like I Live Here and I Don't, regia di Scott Kirschenbaum (2010)
- Fuck for Forest, regia di Michael Marczak (2012)
- Olmo e il gabbiano (Olmo & the Seagull), regia di Petra Costa e Lea Glob (2015)
- Wszystkie nieprzespane noce, regia di Michael Marczak (2016)
- Democrazia al limite (Democracia em Vertigem), regia di Petra Costa (2019)
- The Seer and the Unseen, regia di Sara Dosa (2019)
- Silent Rose, regia di Mitch Dickman (2020)
- Fire of Love, regia di Sara Dosa (2022)
- Navalny, regia di Daniel Roher (2022)
- Band, regia di Álfrún Őrnólfsdóttir (2022)
- King Coal, regia di Elaine McMillion Sheldon (2023)
- Hollywoodgate, regia di Ibrahim Nash'at (2023)

## Riconoscimenti
- Premio Oscar
  - 2020 - Candidatura al miglior documentario per Democrazia al limite[6]
  - 2023 - Miglior documentario per Navalny [8]
  - 2023 - Candidatura al miglior documentario per Fire of Love
- Premi BAFTA
  - 2023 - Miglior documentario per Navalny
  - 2023 - Candidatura al miglior documentario per Fire of Love